# João António Correia
João António Correia (Sé, Porto, 26 de dezembro de 1822 – Sé, Porto, 16 de março de 1896) foi um pintor e professor português.

## Biografia
João António Correia nasceu no Porto, freguesia da Sé, a 26 de dezembro de 1822. Era filho de António José Correia, negociante do ramo têxtil, e de Tomásia Rosa da Graça, residentes no já desaparecido Largo do Corpo da Guarda. O também pintor Guilherme António Correia (1829-1890) era seu irmão mais novo.
Entrou como aluno voluntário na Academia Real de Marinha e Comércio, no Porto, no curso de Desenho, nos anos letivos de 1836-1837 e 1837-1838. No ano letivo seguinte, matriculou-se no 1.º ano do curso de Matemática, tendo ficado aprovado por exame final. Continuou o curso de Desenho tendo ficado aprovado e sido premiado com um desenho da réplica da estampa "Vénus ligando as asas do Amor".
Em 1839-1840 frequentou, também como aluno voluntário, a Aula de Pintura Histórica da Academia Portuense de Belas-Artes. Para além, frequentou as aulas de Anatomia Pictórica, Perspetiva Linear e Óptica, Pintura Histórica.
Na 1.ª exposição trienal de 1842 obtém o 1.º lugar no concurso trienal. A 29 de julho de 1843, enquanto frequentava o 4.º ano do curso, requereu a admissão ao concurso para o lugar de lente substituto de Desenho da Academia Politécnica. No entanto, viu a sua candidatura anulada por não ter a idade mínima exigida por lei. O lugar foi ocupado por Thaddeo Maria de Almeida Furtado. Prolongou a frequência do 5.º ano do curso de Pintura durante, como aluno voluntário, a fim de aperfeiçoar a sua formação.
Vai para Paris, através de uma subscrição particular patrocinada por um grupo de portuenses, de onde se destacava o padre Manuel de Cerqueira Vilaça Bacelar. Nesta cidade, conviveu com o pintor Théodore Chassériau (1819-1856), discípulo de Jean-Auguste Dominique Ingres (1780-1867), o qual ajudou a preparar-se para o concurso à Escola de Belas Artes de Paris. Frequentou a Academia Imperial das Belas Artes de Paris, tendo por isso contacto com as correntes artísticas que muito influenciaram a sua pintura como o classicismo, o naturalismo e o romantismo.
De volta a Portugal, em 1851, é nomeado professor substituto da Aula de Pintura Histórica da Academia Portuense de Belas-Artes. Nesta Academia e já professor (1857), introduz na Aula de Desenho Histórico, a Aula de Nu e o modelo vivo, foi ainda seu diretor entre 1882 e 1896, ano da sua morte.
Foi professor de Soares dos Reis, Marques de Oliveira, Silva Porto, Henrique Pousão, e Artur Loureiro. Pintou os retratos de Manuel de Clamouse Browne (1823-1870), sócio-fundador da Associação Comercial do Porto e de Constantino António do Vale Pereira Cabral (1806-1873), fundador do Club Portuense.

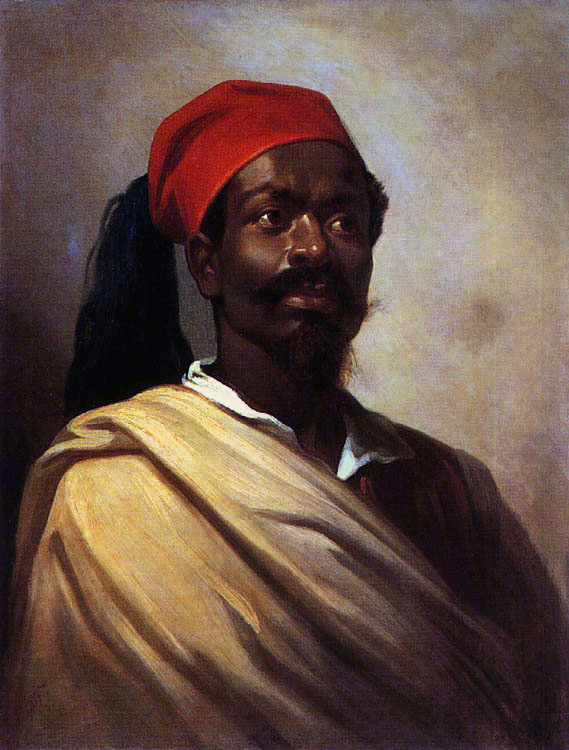
O Negro de João António Correia (1869).

Fez desenhos de preparação das suas telas e outros registos reveladores da sua maestria. Realizou pintura religiosa para a Igreja Matriz de Valongo (1845), designadamente dois quadros para os altares laterais representando a "Custódia adorada por Anjos" e "Cristo na Agonia" e um esboço para a tribuna da capela-mor, embora não concretizado, sobre a "Adoração dos Pastores". Estas pinturas não se encontram atualmente na Igreja. É também de sua autoria a pintura da tribuna da capela-mor da Igreja de Santo Ildefonso no Porto, datada de 1858 e designada "Santo Ildefonso adorando a Custódia".
João António Correia pintou retratos régios, como o de D. Pedro V para o Teatro Nacional de São João, já desaparecido, e os de D. Maria II e de D. Luís I para o Palácio da Bolsa (sede da Associação Comercial do Porto), assim como e auto retratos, exibidos nas trienais da APBA (um datado de 1848 e outro de 1863).
Participou nas cenografias montadas para a entrada régia no Porto de D. Luís I e D. Maria Pia, em 1863. Recorreu à técnica da litografia para retratar personalidades e litografar pinturas suas, como é o caso do retrato do músico Francisco Eduardo da Costa (1818-1855).
Produziu pintura histórica de que é exemplo a tela "Rainha Santa distribuindo esmolas aos pobres", de 1877 (Museu Nacional de Soares dos Reis), que retoma um tema muito presente na sua carreira, e "Auto de Fé", de 1869, também patente no mesmo Museu, assim como uma tela apresentada na X Exposição Trienal da APBA e transformada em litografia. A sua tela mais popular é, seguramente, "O Negro". Pintada em 1869, pertence ao acervo do Museu Nacional de Soares dos Reis. É uma tela invulgar, não só devido ao tema que é exótico, mas também à exuberância do seu tratamento.
As suas obras podem ser apreciadas em vários museus e instituições nacionais, como o Museu da Faculdade de Belas-Artes da Universidade do Porto, a Casa-Museu Fernando de Castro, a Associação Comercial do Porto, a Casa-Museu Teixeira Lopes, em Vila Nova de Gaia, o Museu Municipal de Viana do Castelo, a Casa-Museu Almeida Moreira e o Museu Grão Vasco, em Viseu, o Museu Nacional Machado de Castro, em Coimbra e o Museu Nacional de Arte Antiga, em Lisboa.
Autor de imensas obras, contribuiu para a renovação do retrato da segunda metade do século XIX sendo também considerado uma figura relevante da arte portuguesa oitocentista.
Faleceu à 1 hora da madrugada de 16 de março de 1896, em sua casa, o número 32 do desaparecido Largo do Corpo da Guarda, freguesia da Sé, no Porto, aos 73 anos, sendo sepultado no Cemitério do Prado do Repouso. Nunca casou nem teve filhos.